# Opisthoncus versimilis
Opisthoncus versimilis är en spindelart som beskrevs av George William Peckham och Elizabeth Maria Gifford Peckham 1901. Opisthoncus versimilis ingår i släktet Opisthoncus och familjen hoppspindlar. Inga underarter finns listade i Catalogue of Life.